# A-League 2008/09
Die Saison 2008/09 war die vierte Spielzeit der australischen Profifußballliga A-League. Meister wurde zum zweiten Mal nach 2007 Melbourne Victory durch einen 1:0-Erfolg über Adelaide United. Vorjahresmeister Newcastle United Jets beendete die Saison auf dem letzten Rang. Für die folgende Saison wurden mit North Queensland Fury und Gold Coast United zwei neue Mannschaften in die Liga aufgenommen, so dass diese Saison die vorerst letzte mit acht Teams war.

## Abschlusstabelle
| Pl. | Verein                    | Sp. | S  | U | N  | Tore    | Diff. | Punkte | Kommentare                            |
| --- | ------------------------- | --- | -- | - | -- | ------- | ----- | ------ | ------------------------------------- |
| 1.  | Melbourne Victory         | 21  | 12 | 2 | 7  | 039:270 | +12   | 38     | Qualifiziert für das Major Semi-final |
| 2.  | Adelaide United           | 21  | 11 | 5 | 5  | 031:190 | +12   | 38     | Qualifiziert für das Major Semi-final |
| 3.  | Queensland Roar           | 21  | 10 | 6 | 5  | 036:250 | +11   | 36     | Qualifiziert für das Minor Semi-final |
| 4.  | Central Coast Mariners    | 21  | 7  | 7 | 7  | 035:320 | +3    | 28     | Qualifiziert für das Minor Semi-final |
| 5.  | Sydney FC                 | 21  | 7  | 5 | 9  | 033:320 | +1    | 26     |                                       |
| 6.  | Wellington Phoenix        | 21  | 7  | 5 | 9  | 023:310 | −8    | 26     |                                       |
| 7.  | Perth Glory               | 21  | 6  | 4 | 11 | 031:440 | −13   | 22     |                                       |
| 8.  | Newcastle United Jets (M) | 21  | 4  | 6 | 11 | 021:390 | −18   | 18     |                                       |

### Finalrunde
|  | Halbfinale | Halbfinale        | Halbfinale | Halbfinale |  |   | Preliminary final | Preliminary final | Preliminary final |   |                 | Grand final | Grand final       | Grand final |
|  |            |                   | L1         | L2         |  |   |                   |                   |                   |   |                 |             |                   |             |
|  |            |                   |            |            |  |   |                   |                   |                   |   |                 |             |                   |             |
|  | 1          | Melbourne Victory | 2          | 4          |  |   |                   |                   |                   |   |                 |             |                   |             |
|  | 2          | Adelaide United   | 0          | 0          |  |   |                   |                   |                   |   |                 | 1           | Melbourne Victory | 1           |
|  |            |                   |            |            |  | 2 | Adelaide United   | 1                 |                   | 2 | Adelaide United | 0           |                   |             |
|  |            |                   |            |            |  | 3 | Queensland Roar   | 0                 |                   |   |                 |             |                   |             |
|  | 3          | Queensland Roar   | 2          | 2          |  |   |                   |                   |                   |   |                 |             |                   |             |
|  | 4          | CC Mariners       | 0          | 1          |  |   |                   |                   |                   |   |                 |             |                   |             |

### Grand Final
| Melbourne Victory                            | Melbourne Victory | Adelaide United | Adelaide United |
| -------------------------------------------- | --- | --- | --------------- |
| Melbourne Victory                            | \| 28. Februar 2009 in Melbourne (Telstra Dome) \| \| Ergebnis: 1:0 (0:0) \| \| Zuschauer: 53.273 \| \| Schiedsrichter: Matthew Breeze \| | \| 28. Februar 2009 in Melbourne (Telstra Dome) \| \| Ergebnis: 1:0 (0:0) \| \| Zuschauer: 53.273 \| \| Schiedsrichter: Matthew Breeze \|                                                                                                | Adelaide United |
| Melbourne Victory                            | Michael Theoklitos – Matthew Kemp, Rodrigo Vargas, Kevin Muscat , Sebastian Ryall – Nick Ward (56. Evan Berger (89. José Luis López)), Billy Celeski, Carlos Hernández, Tom Pondeljak (83. Grant Brebner) – Archie Thompson, Daniel Allsopp Cheftrainer: Ernie Merrick | Eugene Galekovic – Daniel Mullen, Robert Cornthwaite, Saša Ognenovski, Scott Jamieson (73. Cássio) – Paul Reid, Jonas Salley – Travis Dodd , Fabian Barbiero, Lucas Pantelis (63. Paul Agostino) – Cristiano Cheftrainer: Aurelio Vidmar | Adelaide United |
| Melbourne Victory                            | 1:0 Pondeljak (60.) | | Adelaide United |
| Melbourne Victory                            | Pondeljak (61.) | Ognenovski (37.), Jamieson (56.), Barbiero (64.), Cornthwaite (81.), Dodd (90.) | Adelaide United |
| Melbourne Victory                            | Allsopp (65.) | Cristiano (10.) | Adelaide United |
| 28. Februar 2009 in Melbourne (Telstra Dome) | | |                 |
| Ergebnis: 1:0 (0:0)                          | | |                 |
| Zuschauer: 53.273                            | | |                 |
| Schiedsrichter: Matthew Breeze               | | |                 |

## Auszeichnungen
| Auszeichnung                                                   | Gewinner                           |
| -------------------------------------------------------------- | ---------------------------------- |
| Johnny Warren Medal (Spieler des Jahres)                       | Shane Smeltz (Wellington Phoenix)  |
| Reebok Golden Boot Award (Bester Torschütze)                   | Shane Smeltz (Wellington Phoenix)  |
| Hyundai Rising Star Award (Nachwuchsspieler des Jahres (U-20)) | Scott Jamieson (Adelaide United)   |
| Hyundai A-League Coach of the Year (Trainer des Jahres)        | Aurelio Vidmar (Adelaide United)   |
| Zurich Referee of the Year (Schiedsrichter des Jahres)         | Matthew Breeze                     |
| Joe Marston Medal (Bester Spieler im Grand Final)              | Tom Pondeljak (Melbourne Victory)  |
| Foreign Player of the Year (Ausländischer Spieler des Jahres)  | Charlie Miller (Queensland Roar)   |
| Goalkeeper of the Year (Torhüter des Jahres)                   | Eugene Galekovic (Adelaide United) |

## Torschützenliste
| Pl. | Nat.           | Spieler           | Verein                 | Tore |
| --- | -------------- | ----------------- | ---------------------- | ---- |
| 1   | Neuseeland     | Shane Smeltz      | Wellington Phoenix     | 12   |
| 2   | Australien     | Matt Simon        | Central Coast Mariners | 11   |
|     | Australien     | Daniel Allsopp    | Melbourne Victory      | 11   |
|     | Niederlande    | Sergio van Dijk   | Queensland Roar        | 11   |
| 5   | Elfenbeinküste | Eugène Dadi       | Perth Glory            | 10   |
|     | Australien     | Nikita Rukavytsya | Perth Glory            | 10   |

## Spielstätten
| Verein                 | Stadion                 | Kapazität | Zuschauerschnitt |
| ---------------------- | ----------------------- | --------- | ---------------- |
| Melbourne Victory      | Telstra Dome            | 56.347    | 24.516           |
| Queensland Roar        | Suncorp Stadium         | 52.500    | 12.995           |
| Sydney FC              | Sydney Football Stadium | 45.500    | 12.375           |
| Adelaide United        | Hindmarsh Stadium       | 17.000    | 11.712           |
| Central Coast Mariners | Central Coast Stadium   | 20.119    | 10.465           |
| Newcastle United Jets  | EnergyAustralia Stadium | 26.164    | 9.729            |
| Perth Glory            | Members Equity Stadium  | 18.156    | 7.942            |
| Wellington Phoenix     | Westpac Stadium         | 36.000    | 7.193            |

## Vorsaisonale Wettbewerbe
Vor dem Start der A-League-Saison wurde der obligatorische Pre-season Cup ausgetragen.

### Pre-Season Challenge Cup
Der Pre-Season Challenge Cup 2008 fand im Juli und August als Vorlauf zur Hauptsaison statt. Die acht A-League-Teams wurden in zwei Vorrundengruppen à vier Mannschaften aufgeteilt und spielten in einer einfachen Ligarunde. Die beiden Gruppensieger rückten in das Finale vor und spielten den Sieger in einer Partie aus.
Der Großteil der Partien wurde in australischen Städten ohne A-League-Team ausgetragen, um dort für die Liga zu werben.
Im Finale setzte sich Melbourne Victory mit 8:7 im Elfmeterschießen gegen Wellington Phoenix durch.

#### Gruppenphase
Gruppe A
| Pl. | Verein                | Sp. | S | U | N | Tore    | Diff. | Punkte |
| --- | --------------------- | --- | - | - | - | ------- | ----- | ------ |
| 1.  | Melbourne Victory     | 3   | 2 | 0 | 1 | 003:200 | +1    | 06     |
| 2.  | Adelaide United       | 3   | 1 | 2 | 0 | 002:100 | +1    | 05     |
| 3.  | Newcastle United Jets | 3   | 0 | 2 | 1 | 001:200 | −1    | 02     |
| 4.  | Perth Glory           | 3   | 0 | 1 | 2 | 001:200 | −1    | 01     |

Gruppe B
| Pl. | Verein                 | Sp. | S | U | N | Tore    | Diff. | Punkte |
| --- | ---------------------- | --- | - | - | - | ------- | ----- | ------ |
| 1.  | Wellington Phoenix     | 3   | 2 | 1 | 0 | 005:300 | +2    | 07     |
| 2.  | Central Coast Mariners | 3   | 2 | 0 | 1 | 005:200 | +3    | 06     |
| 3.  | Sydney FC              | 3   | 1 | 0 | 2 | 004:700 | −3    | 03     |
| 4.  | Queensland Roar        | 3   | 0 | 1 | 2 | 003:500 | −2    | 01     |

#### Finale
| Datum                       |                    | Ergebnis        |                   | Ort        |
| --------------------------- | ------------------ | --------------- | ----------------- | ---------- |
| 6. August 2008 um 19:30 Uhr | Wellington Phoenix | 0:0 (7:8 i. E.) | Melbourne Victory | Wellington |